# Ratanice (Czernichów)
Ratanice – przysiółek wsi Czernichów w Polsce, położony w województwie małopolskim, w powiecie krakowskim, w gminie Czernichów.
W latach 1975–1998 przysiółek administracyjnie należał do województwa krakowskiego.

## Ulice
- Łąkowa
- Ogrodowa
- Okrężna
- Ratanice
- Ratanice Nowe
- Wadowicka